# Podemos La Rioja
Podemos La Rioja es la organización territorial de Podemos en la comunidad autónoma de La Rioja. No está presente en el Parlamento de La Rioja ni en el Congreso de los Diputados. Si bien consiguió un escaño en las elecciones autonómicas de 2023, tras la dimisión de su único diputado, los dos únicos representantes de la coalición en el Parlamento de La Rioja son de Izquierda Unida.

## Organización
La organización del partido surge de los documentos aprobados en la tercera Asamblea Ciudadana Estatal de Podemos, también conocida como Vistalegre III, en 2020. Consta de:
- Asamblea Ciudadana Autonómica.
- Consejo Ciudadano Autonómico.
- Coordinación Autonómica.
- Consejo de Coordinación Autonómico.
- Comisión de Garantías Democráticas Autonómica.

Además, la representatividad de los círculos (base de la militancia del partido) se da a través del consejo de círculos, la red de círculos o su presencia en el Consejo Ciudadano Autonómico.

## Resultados electorales

### Congreso de los Diputados
| Congreso de los Diputados |                                     |         |    |          |        |        |                       |
| Elecciones                | Candidatura                         | Escaños | ±  | Posición | Votos  | %      | Candidato             |
| 2015                      | Podemos                             | 1/4     | ±0 | 3a       | 27.941 | 15,82% | Sara Carreño          |
| 2016                      | Unidos Podemos                      | 1/4     | ±0 | 3a       | 28.541 | 16,58% | Sara Carreño          |
| 2019 I                    | Unidas Podemos                      | 0/4     | 1  | 4a       | 21.214 | 11,79% | Edith Pérez           |
| 2019 II                   | Unidas Podemos                      | 0/4     | ±0 | 4a       | 16.273 | 9,97%  | Luis Antón Illoro     |
| 2023                      | Unidas Podemos (en coalición Sumar) | 0/4     | ±0 | 4a       | 11.320 | 6,53%  | Diego Mendiola García |

### Parlamento de La Rioja
| Parlamento de La Rioja |         |    |          |        |        |                                            |                            |
| Elecciones             | Escaños | ±  | Posición | Votos  | %      | Gobierno                                   | Candidato                  |
| 2015                   | 4/33    | ±0 | 3a       | 18.298 | 11,22% | Partido Popular                            | Germán Cantabrana González |
| 2019                   | 1/33    | 3  | 4a       | 10.781 | 6,63%  | (Coalición Podemos, PSOE) Apoyo externo IU | Henar Moreno Martínez      |
| 2023                   | 1/33    | ±0 | 4a       | 8.543  | 5.09 % | Partido Popular                            | Henar Moreno Martínez      |